# 天主教卡拉潘宗座代牧区
天主教卡拉潘宗座代牧區（拉丁語：Vicariatus Apostolicus Calapanensis）是菲律賓一個羅馬天主教宗座代牧區，管轄東民都洛省。
宗座代牧區於2010年時有教友756,000人、23個堂區和61名司鐸，主教座堂是耶穌聖嬰主教座堂。現任主教為瓦爾利托·卡揚迪格。
民都洛宗座監牧區於1936年7月2日設立，1951年7月12日升為宗座代牧區並易名。